# Воєнна дипломатія

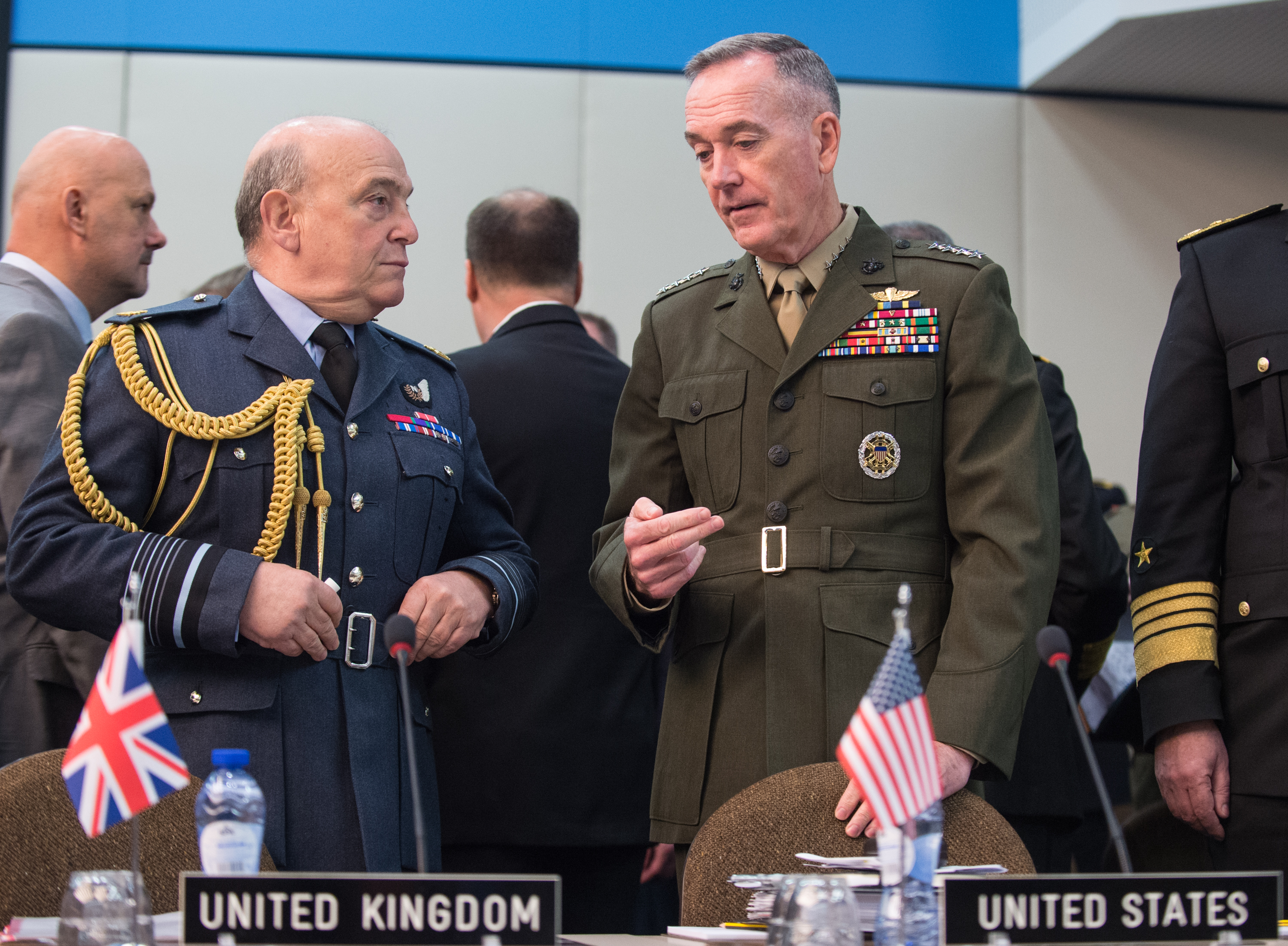
Військові дипломати різних країн на міжнародній зустрічі в штаб-квартирі НАТО

Воєнна дипломатія — організаційний воєнно-політичний інструмент реалізації зовнішньополітичного курсу держави, сукупність прийомів і методів досягнення воєнно-політичних цілей, механізм відносин між суверенними державами на рівні їхніх збройних сил, оснований на взаємному обміні аташе з питань оборони, військовими, військово-морськими і військово-повітряними аташе.
Суб'єктами діяльності воєнної дипломатії є сукупність спеціальних воєнно-дипломатичних органів, а також кадрові дипломати, які в них працюють. Об'єкти військової дипломатії — це певні країни (групи країн), різного роду компоненти їх військового, воєнно-політичного, воєнно-економічного, військово-технічного, воєнно-наукового життя, які є предметом вивчення й аналізу дипломатів для вирішення поставлених завдань.